# Хмельов
Хмельов (словац. Chmeľov) — село в Словаччині, Пряшівському окрузі Пряшівського краю. Розташоване в північно–східній частині Словаччини, в південно–західній частині Низьких Бескидів на захід від ріки Топлі.
Вперше згадується у 1212 році.
В селі є протестантський костел з приблизно 1300 року в стилі романсу з вежею з 1634 року в стилі ренесансу та фортеця перебудована на садибу в 17 столітті.

## Населення
| Рік:            | 1993 | 2003    | 2013    | 2023     |
| --------------- | ---- | ------- | ------- | -------- |
| Кількість осіб: | 865  | 917     | 975     | 1078     |
| Різниця:        |      | +6,01 % | +6,32 % | +10,56 % |

| Рік:            | 2022 | 2023    |
| --------------- | ---- | ------- |
| Кількість осіб: | 1081 | 1078    |
| Різниця:        |      | -0,27 % |

В селі проживає 975 осіб.
Національний склад населення (за даними останнього перепису населення — 2001 року):
- словаки — 96,60 %,
- цигани — 2,85 %,
- чехи — 0,33 %,
- русини — 0,11 %.

Склад населення за приналежністю до релігії станом на 2001 рік:
- римо-католики — 49,62 %,
- протестанти — 42,83 %,
- греко-католики — 5,48 %,
- православні — 0,22 %,
- не вважають себе віруючими або не належать до жодної вищезгаданої церкви — 1,76 %.